# Coluna de produção
A coluna de produção é uma parte de um poço de petróleo que é composta pelo tubulação de produção e outros componentes da completação e serve como o canal através do qual os fluidos de produção] do reservatório de óleo rumam à superfície através da cabeça do poço. A sua finalidade é tanto preservar os fluidos de contaminação do ambiente e corrosão das outras estruturas do poço, tal como o tubo de revestimento.